# Фаюра Андрій Анатолійович
Андрій Анатолійович Фаюра (1 лютого 1999, с. Піщатинці, Тернопільська область — 5 вересня 2022, район с. Біла Гора, Донецька область) — український військовослужбовець, солдат Збройних сил України, учасник російсько-української війни.

## Життєпис
Андрій Фаюра народився 1 лютого 1999 року в селі Піщатинцях, нині Борсуківської громади Кременецького району Тернопільської области України.
Закінчив Зборівський технічний коледж Тернопільського національного технічного університету імені Івана Пулюя. 
Від 25 лютого 2022 року був на фронті. У липні 2022-го проходив реабілітацію після поранення. Загинув 5 вересня 2022 року в районі с. Біла Гора на Донеччині.
Похований 9 вересня 2022 року.

## Вшанування пам'яті
У червні 2023 року на фасаді Піщатинської загальноосвітньої школи відкрили меморіальну дошку Андрію Фаюрі.